# Gare de Marcelcave
La gare de Marcelcave est une gare ferroviaire française de la ligne d'Amiens à Laon, située à proximité du village centre sur le territoire de la commune de Marcelcave, dans le département de la Somme en région Hauts-de-France.
C'est une halte ferroviaire de la Société nationale des chemins de fer français (SNCF), desservie par des trains TER Hauts-de-France.

## Situation ferroviaire
Établie à 91 m d'altitude, la gare de Marcelcave est située au point kilométrique (PK) 21,102 de la ligne d'Amiens à Laon, entre les gares ouvertes de Villers-Bretonneux et de Rosières, dont elle est séparée par les gares fermées de Wiencourt-l'Équipée et Guillaucourt.

## Service des voyageurs

### Accueil
Halte SNCF, c'est un point d'arrêt non géré (PANG) à entrée libre.

### Desserte
Marcelcave est desservie par des trains régionaux TER Hauts-de-France qui effectuent des missions entre les gares d'Amiens et de Tergnier ou de Laon. En 2009, la fréquentation de la gare était de 121 voyageurs par jour.